# 三浦俊良
三浦 俊良（みうら しゅんりょう、1913年1月5日 - 2010年6月24日）は、大分県出身の真言宗僧侶、教育者。東寺真言宗別格本山宝菩提院住職、洛南高等学校・附属中学校元校長、学校法人東寺学園西京極幼稚園園長。

## 経歴
- 1929年、高野山地蔵院住職・高柳氏を師僧として得度。
- 1938年、佐伯市大日寺執事。
- 1939年、高野山上海別院開教師。
- 1942年、教王護国寺入寺、山本忍梁長者徒弟。
- 1953年、学校法人東寺学園西京極幼稚園園長。
- 1956年、東寺塔頭宝菩提院住職。
- 1962年、洛南高等学校副校長。
- 1971年、教王護国寺責任役員、寺務長。
- 1972年、寺務長他辞任。
- 1978年、洛南高等学校校長。
- 1987年、洛南高等学校・附属中学校校長、西京極幼稚園長、宝菩提院住職他辞任。
- 1988年、株式会社成基学園顧問。
- 1992年、西京極幼稚園長、宝菩提院住職。
- 2010年、6月24日　遷化。享年98。

## 三大改革
- 弘法市の改革。
  - 終戦後の弘法市の出店は香具師の親分が仕切っていた。1956年、改革のため九条署と相談し「出店組合」を結成し、親分達の家、事務所をまわり、話し合った。結果的に、出店組合が教王護国寺に賃料を支払う形となった。
- 東寺高校の改革。

- 教王護国寺の真言宗東寺派からの独立。
  - 戦後、民主主義の高揚の中、真言宗東寺派内では管長・長者を民主的に公選で選ぶ意向が強まった。1956年12月、長者山本忍梁遷化のおり、後任長者を決定する宗会が休会の後、1957年1月再会宗会において、12月宝菩提院住職に就任したばかりの三浦俊良が特認議員として参加し、傍聴禁止、議場封鎖により全8議員中4名の出席議員により後任長者に木村澄覚を選出した。1963年東寺派宗会は「宗本分離」を可決し、教王護国寺住職と東寺派管長を分離するに至り、1965年教王護国寺は東寺派より離脱することとなった。1971年東寺派代表役員兼寺務長を解任した後、三浦俊良は教王護国寺寺務長に就任した。1972年3月、東寺派宗会議長鷲尾隆輝は東寺真言宗結成を記者会見において発表し、同年4月三浦俊良寺務長辞任により自身の教王護国寺寺務長就任を発表した。三浦俊良の辞任理由は「東寺を紛争の場とした責任をとって」とのことであった。

## 主著
- 東寺の謎 (祥伝社黄金文庫、新版・2000年、ISBN 4396312490
- 親子で学べば必ず伸びる―三浦俊良の体当たり教育 (成基学園、1990年、ISBN 9784915736070)